# Silbersulfat
Silbersulfat ist das Silbersalz der Schwefelsäure, in welchem Silber in der Oxidationsstufe +1 vorliegt. Das Salz wird unter anderem bei der Reinigung von Wasser (keimtötend) eingesetzt.
Silbersulfat entsteht durch Auflösen von Silber in heißer konzentrierter Schwefelsäure:
{\displaystyle \mathrm {2\ Ag\ +2\ H_{2}SO_{4}\longrightarrow \ Ag_{2}SO_{4}\ +\ SO_{2}+2\ H_{2}O} }
oder durch Metathese von Silbernitrat in einer wässrigen Lösung eines Alkalimetallsulfates:
{\displaystyle \mathrm {2\ AgNO_{3}\ +\ M_{2}SO_{4}\longrightarrow \ Ag_{2}SO_{4}\ +\ 2\ MNO_{3}} }
M = Alkalimetallion
hierbei fällt {\displaystyle \mathrm {\ Ag_{2}SO_{4}} } aus.